# 104
104 (CIV) var ett skottår som började en måndag i den julianska kalendern.

## Händelser

### Okänt datum
- Plinius d.y. är medlem av Augurkollegiet i Rom (från 103 till detta år).
- Byn Oppidum Batavorum (nuvarande Nijmegen) byter namn till Ulpia Noviomagus Batavorum. I folkmun får den namnet Noviomagus, vilket är ursprunget till det nuvarande Nijmegen.
- En brand utbryter i Rom.
- I spanska Alcántara konstrueras ett tempel åt de gudomliga kejsarna av arkitekten Lacer.
- Apollodorus av Damaskus låter bygga en stenbro över Donau, vilken blir mer än 1 000 meter lång, 50 meter hög och 20 meter bred.
- Buddhafigurer ersätter abstrakta motiv på dekorerade föremål i Indien.

## Avlidna
- Martialis, romersk poet